# إرنست يوليوس وندرليش
إرنست يوليوس وندرليش (بالإنجليزية: Ernest Julius Wunderlich)‏ هو شخصية أعمال أسترالي، ولد في 16 مايو 1859، وتوفي في 11 أبريل 1945.